# Thiếc(IV) oxide
Thiếc(IV) Oxide hay Thiếc dioxide, còn gọi là Oxide thiếc (công thức hóa học SnO2) là một Oxide của thiếc. Nó có phân tử gam 150,71 g/mol, hệ số giãn nở nhiệt 0,02 (đơn vị ?).
Nó là dạng Oxide cao nhất của thiếc kim loại. Oxide thiếc rất trắng, tỷ trọng cao. Thiếc kim loại nóng chảy ở nhiệt độ rất thấp nhưng Oxide thiếc chỉ nóng chảy ở 1.630°C. Chất này có thể lấy từ nguồn bột Oxide thiếc.

## Trong thủy tinh/gốm
SnO2 chủ yếu được sử dụng làm chất mờ đục (hàm lượng sử dụng từ 5-15%) cho mọi loại men. Oxide thiếc là một chất mờ đục hữu hiệu để chuyển men trong thành trắng đục, màu trắng mềm sắc xanh nếu so sánh với các màu trắng tinh thô của zircon ZrSiO4. Lượng sử dụng tùy thuộc thành phần men và nhiệt độ nung. Tính năng làm mờ đục của Oxide thiếc có được là do các hạt Oxide thiếc nhỏ phân tán & nằm lơ lửng trong men nung. Ở nhiệt độ cao hơn, các hạt Oxide thiếc bắt đầu bị chảy, hòa tan và sẽ mất khả năng làm mờ đục.
Cũng như zirconi dioxide ZrO2, lượng Oxide thiếc cao trong men nung thấp sẽ làm cho men khó chảy, làm cứng men chảy và tăng khả năng bị lỗ châm kim và gai ốc. Sử dụng Oxide thiếc sẽ có màu trắng mềm hơn sử dụng chất mờ đục với ziricon (rất thông dụng và rẻ hơn Oxide thiếc nhiều).
Một điều phải hết sức lưu ý là Oxide thiếc dễ dàng phản ứng với Chromi (chỉ cần lượng rất nhỏ) tạo ra màu hồng. Nếu trong lò chỉ có một ít hơi Chromi từ các loại men khác, màu trắng của Oxide thiếc sẽ không còn.
Các chất mờ đục khác có zirconi dioxide (cho màu trắng thủy tinh thô hơn), calci phosphat (bị vấn đề ngả màu sang xám), Oxide xeri (chỉ dùng ở nhiệt độ thấp), Oxide antimon (có vấn đề nếu men có chì – men ngả vàng) và titan dioxide (mất màu nếu có sắt Oxide).

## Ứng dụng khác
Với độ rộng vùng cấm xấp xỉ 3,6(eV), thiếc dioxide cũng được xem xét cho vai trò chất xúc tác quang.